# Campeonato Sergipano de Futebol de 2012 - Série A2
O Campeonato Sergipano da Série A2 de 2012 será a 22ª edição do torneio e corresponde à segunda divisão do futebol do estado de Sergipe em 2012. As inscrições poderão ser realizadas até o dia 11 de maio.
Segundo a mídia desportiva local e em continuidade a 2011, o evento deve ser um dos mais competitivos dos últimos tempos. Como resposta ao planejamento compactuado com o projeto de angariamento do futebol local,
sua organização e reconhecimento estão em ascensão não só cenário regional como também ganhando visibilidade nacional.

## Previsões e Raio-X do Campeonato
Depois da competição tomar a maior proporção da sua história em 2011, a segunda divisão estadual promete ser ainda mais disputada em 2012. Isso porque contará com a participação de grandes clubes campeões da elite estadual, dentre os quais destacam-se o América de Propriá e o Cotinguiba. Por meio de planejamento antecipado, eles prometem vir com a proposta para ganhar o acesso ao Sergipão de 2013. A briga promete ser acirrada também com as demostrações de um bom futebol nos últmos tempos do Boca Júnior e o Canário do Piauitinga, o Estanciano.

## Formato

### Primeira Fase
Nessa fase as equipes são divididas em dois grupos o grupo norte e o grupo sul. As associações realizam jogos de ida e volta dentro de seus grupos, classificando-se para a próxima fase as 2 melhores equipes de cada grupo.

### Segunda Fase
As 4 equipes classificadas jogaram partidas semifinais em ida e volta dai. Haverá jogos de ida e volta entre essas associações, as equipes classificadas para a final irã ganhar o acesso ao Sergipão Chevrolet 2013.

### Critérios de desempate
Persistindo empate em número de pontos serão aplicados os seguintes critérios na ordem que forem citados.
1. Maior número de vitórias;

2. Maior saldo de gols;

3. Maior número de gols pró;

4. Menor número de gols contra;

5. Confronto direto entre as Associações;

6. Menor número de cartões vermelho recebidos;

7. Menor número de cartões amarelo recebidos;

8. Sorteio.

## Equipes participantes
As inscrições foram aceitas no dia 11 de maioe ratificadas em 12 de julho.
| Equipe      | Cidade                   | Em 2011        | Estádio           | Capacidade | Títulos (Destaques)                             |
| ----------- | ------------------------ | -------------- | ----------------- | ---------- | ----------------------------------------------- |
| América     | Propriá                  | 10º (Série A1) | João Alves Filho  | 8.200      | 1 (campeão em 2006 e vice em 1993, 1997 e 2004) |
| Aquidabã    | Aquidabã                 | 10º (Série A2) | Manecão           | 2.000      | 0 (não possui)                                  |
| Aracaju     | Aracaju                  | estreante      | João Hora         | 6.000      | 0 (não possui)                                  |
| Boca Júnior | Estância                 | 5º (Série A2)  | Augusto Franco    | 8.000      | 2 (campeão em 2004 e 2007 e 5º em 2011)         |
| Boquinhense | Boquim                   | 9º (Série A2)  | Trindadão         | 5.000      | 0 (não possui)                                  |
| Canindé     | Canindé de São Francisco | 7º (Série A2)  | André Avelino     | 3.000      | 0 (vice em 2008 e 3º em 2007)                   |
| Cotinguiba  | Aracaju                  | não participou | Wellington Elias  | 3.000      | 1 (campeão em 1993 e 3º em 2005)                |
| Dorense     | Nossa Senhora das Dores  | não participou | Ariston Azevedo   | 3.000      | 0 (3º em 1992, 2006, 2008 e 2010)               |
| Estanciano  | Estância                 | 9º (Série A1)  | Augusto Franco    | 8.000      | 0 (vice em 2010 e 3º em 1997)                   |
| Laranjeiras | Laranjeiras              | 3º (Série A2)  | Aníbal Franco     | 3.000      | 0 (3º em 2011 e 4º em 2009)                     |
| Maruinense  | Maruim                   | 12º (Série A2) | Antônio Valadares | 10.235     | 1 (campeão em 2003 e 3º em 2002)                |
| Propriá     | Propriá                  | 8º (Série A2)  | João Alves Filho  | 8.200      | 0 (vice em 2003)                                |

## Desempenho por rodada
- Clubes que lideraram o campeonato ao final de cada rodada:

| 1ª Fase | 1ª Fase | 1ª Fase | 1ª Fase | 1ª Fase | 1ª Fase | 1ª Fase | 1ª Fase | 1ª Fase | 1ª Fase |
| ------- | ------- | ------- | ------- | ------- | ------- | ------- | ------- | ------- | ------- |
| 1       | 2       | 3       | 4       | 5       | 6       | 7       | 8       | 9       | 10      |
| CAN     | AMÉ     | AMÉ     | EST     | EST     | EST     | EST     | EST     | EST     | EST     |

- Clubes que ficaram na última posição do campeonato ao final de cada rodada:

| 1ª Fase | 1ª Fase | 1ª Fase | 1ª Fase | 1ª Fase | 1ª Fase | 1ª Fase | 1ª Fase | 1ª Fase | 1ª Fase |
| ------- | ------- | ------- | ------- | ------- | ------- | ------- | ------- | ------- | ------- |
| 1       | 2       | 3       | 4       | 5       | 6       | 7       | 8       | 9       | 10      |
| COT     | PRO     | ARA     | ARA     | ARA     | ARA     | ARA     | ARA     | ARA     | ARA     |